# Timișoara Challenger
Il Timișoara Challenger è stato un torneo professionistico di tennis giocato sulla terra rossa, che faceva parte dell'ATP Challenger Series. Si giocava annualmente a Timișoara, Romania dal 2004.

## Albo d'oro

### Singolare
| Anno       | Campione               | Finalista               | Punteggio     |
| ---------- | ---------------------- | ----------------------- | ------------- |
| 2004       | Marc Gicquel           | Oliver Marach           | 6–3, 6–1      |
| 2005       | Jean-Christophe Faurel | Jakub Herm-Zahlava      | 6–3, 7–5      |
| 2006       | Nicolas Devilder       | Pablo Santos            | 7–6, 6–2      |
| 2007       | Victor Hănescu (1)     | Santiago Ventura        | 7–6, 6–3      |
| 2008       | Daniel Brands          | Daniel Muñoz de la Nava | 6–4, 7–6      |
| 2009– 2011 | Non disputato          | Non disputato           | Non disputato |
| 2012       | Victor Hănescu (2)     | Guillaume Rufin         | 6–0, 6–3      |
| 2013       | Andreas Haider-Maurer  | Rubén Ramírez Hidalgo   | 6–4, 3–6, 6–4 |

### Doppio
| Anno       | Campioni                                      | Finalisti                            | Punteggio           |
| ---------- | --------------------------------------------- | ------------------------------------ | ------------------- |
| 2004       | Florin Mergea Horia Tecău                     | Marius Calugaru Ciprian Petre Porumb | 6–3, 6–3            |
| 2005       | Ionuț Moldovan Gabriel Moraru                 | Ilia Kushev Radoslav Lukaev          | 6–2, 6–0            |
| 2006       | Victor Crivoi Victor Ioniţă                   | Ervin Eleskovic Michael Ryderstedt   | 6–3, 6–4            |
| 2007       | Marcel Granollers Santiago Ventura            | Lazar Magdincev Predrag Rusevski     | 6–1, 6–4            |
| 2008       | Daniel Muñoz de la Nava Rubén Ramírez Hidalgo | Adrian Cruciat Florin Mergea         | 3–6, 6–4, [11–9]    |
| 2009– 2011 | Non disputato                                 | Non disputato                        | Non disputato       |
| 2012       | Goran Tošic Denis Zivkovic                    | Andrei Daescu Florin Mergea          | 6–2, 7–5            |
| 2013       | Jonathan Eysseric Nicolas Renavand            | Ilija Vučić Miljan Zekić             | 6(6)–7, 6–2, [10–7] |